# Championnats du monde de cross-country éliminatoire 2022
Navigation
2021 2023
Les championnats du monde de cross-country éliminatoire 2022 sont la 11e édition de ces championnats, organisés par l'Union cycliste internationale (UCI) et décernant les titres mondiaux en cross-country éliminatoire. Ils ont lieu le 2 octobre 2022 à Barcelone en Espagne.
Le Français Titouan Perrin-Ganier remporte son cinquième titre et l'Italienne Gaia Tormena son troisième succès aux mondiaux. Troisième de la course masculine, le Portoricain Ricky Morales rentre dans l'histoire en décrochant la première médaille de Porto Rico dans un championnat du monde de cyclisme.

## Podiums
| Épreuves | Or                    | Argent            | Bronze         |
| -------- | --------------------- | ----------------- | -------------- |
| Hommes   | Titouan Perrin-Ganier | Simon Gegenheimer | Ricky Morales  |
| Femmes   | Gaia Tormena          | Coline Clauzure   | Ella Holmegård |

## Tableau des médailles
| Rang | Nation     | Or | Argent | Bronze | Total |
| ---- | ---------- | -- | ------ | ------ | ----- |
| 1    | France     | 1  | 1      | 0      | 2     |
| 2    | Italie     | 1  | 0      | 0      | 1     |
| 3    | Allemagne  | 0  | 1      | 0      | 1     |
| 4    | Porto Rico | 0  | 0      | 1      | 1     |
| 4    | Suède      | 0  | 0      | 1      | 1     |
|      | TOTAL      | 2  | 2      | 2      | 6     |